# Acosmeryx
Genre
Acosmeryx  est un genre de lépidoptères (papillons) de la famille des Sphingidae, de la sous-famille des Macroglossinae, et de la tribu des Macroglossini.

## Systématique
- Le genre Acosmeryx a été décrit par l’entomologiste français Jean-Baptiste Alphonse Dechauffour de Boisduval, en 1875[1].
- L'espèce type pour le genre est Acosmeryx anceus (Stoll, 1781).

### Taxinomie
Liste des espèces
- Acosmeryx anceus (Stoll, 1781)
- Acosmeryx beatae Cadiou, 2005
- Acosmeryx castanea Rothschild & Jordan, 1903
- Acosmeryx formosana (Matsumura, 1927)
- Acosmeryx miskini (Murray, 1873)
- Acosmeryx miskinoides Vaglia & Haxaire, 2007
- Acosmeryx naga (Moore, 1858)
- Acosmeryx omissa Rothschild & Jordan, 1903
- Acosmeryx pseudomissa Mell, 1922
- Acosmeryx sericeus (Walker, 1856)
- Acosmeryx shervillii Boisduval, 1875
- Acosmeryx sinjaevi Brechlin & Kitching, 1996
- Acosmeryx socrates Boisduval, 1875
- Acosmeryx tenggarensis Brechlin & Kitching, 2007

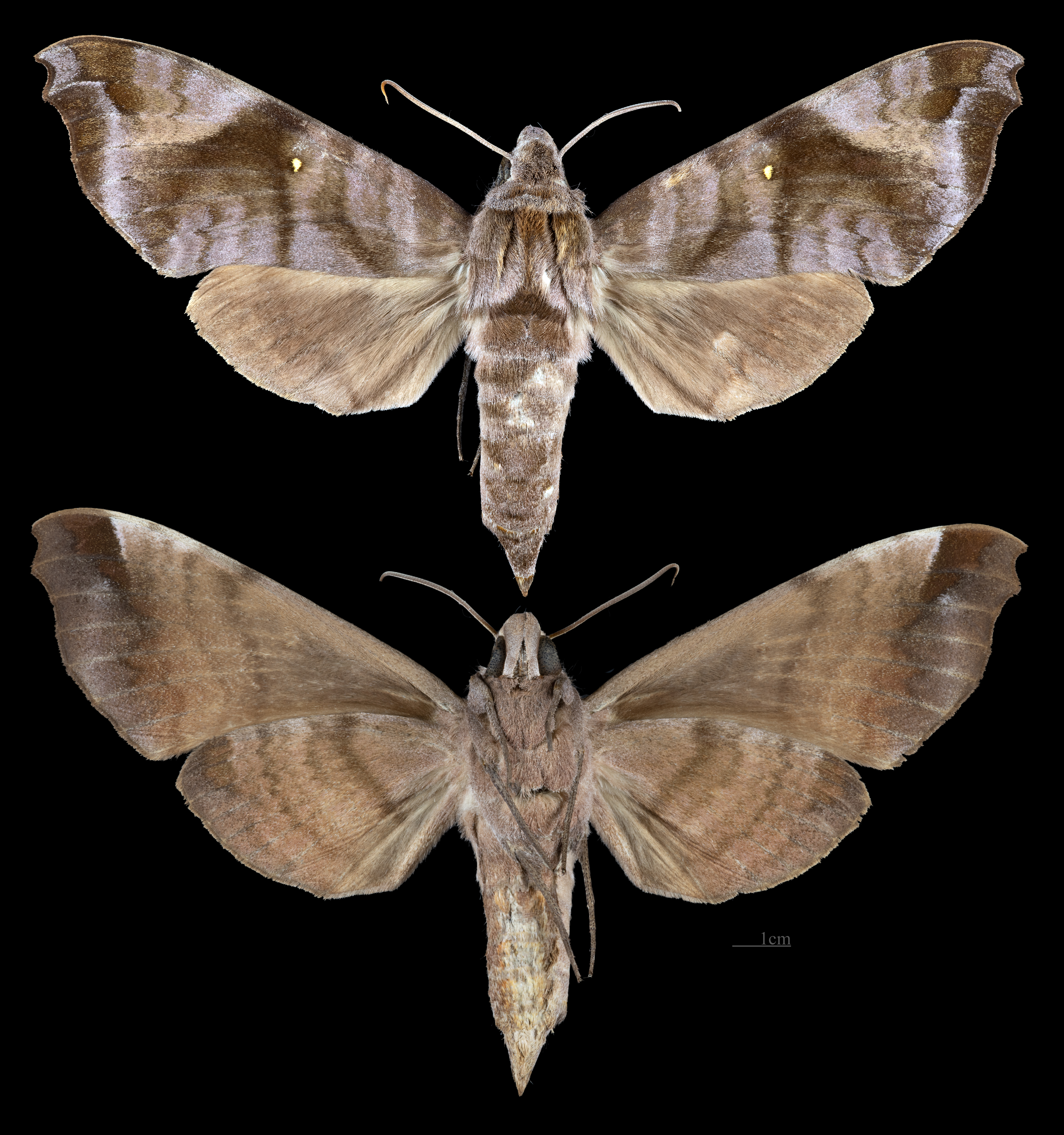
Acosmeryx anceus
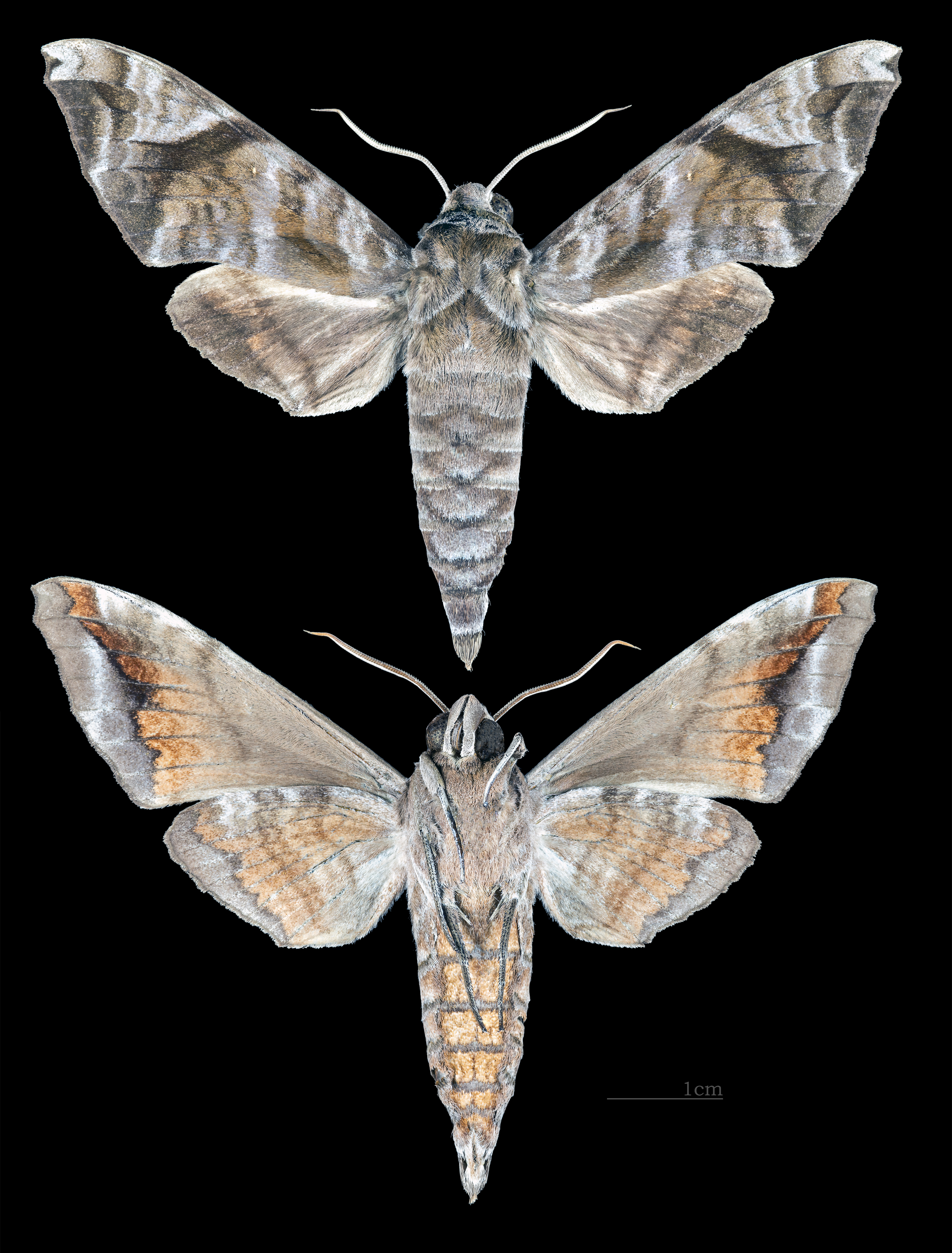
Acosmeryx castanea
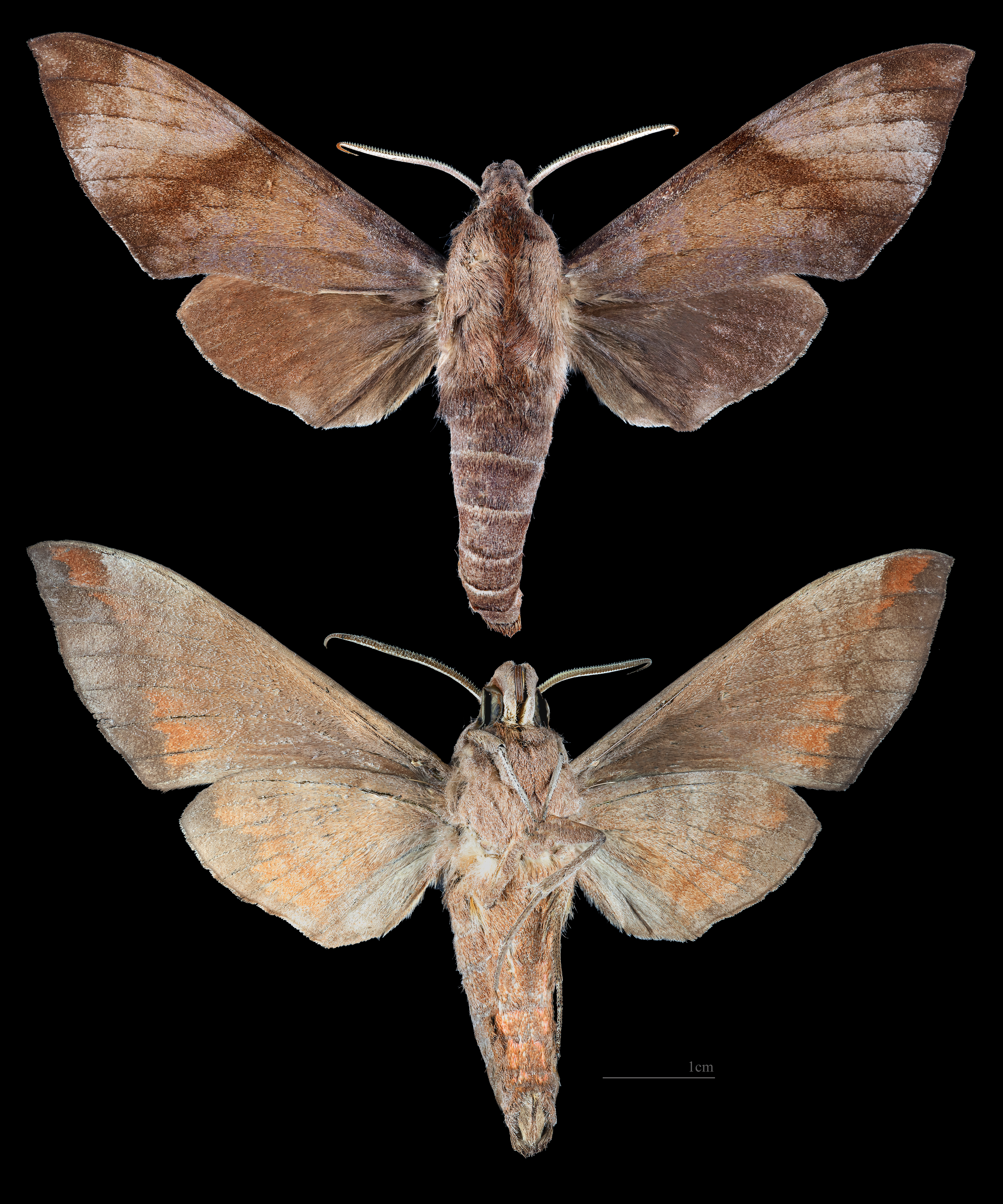
Acosmeryx formosana
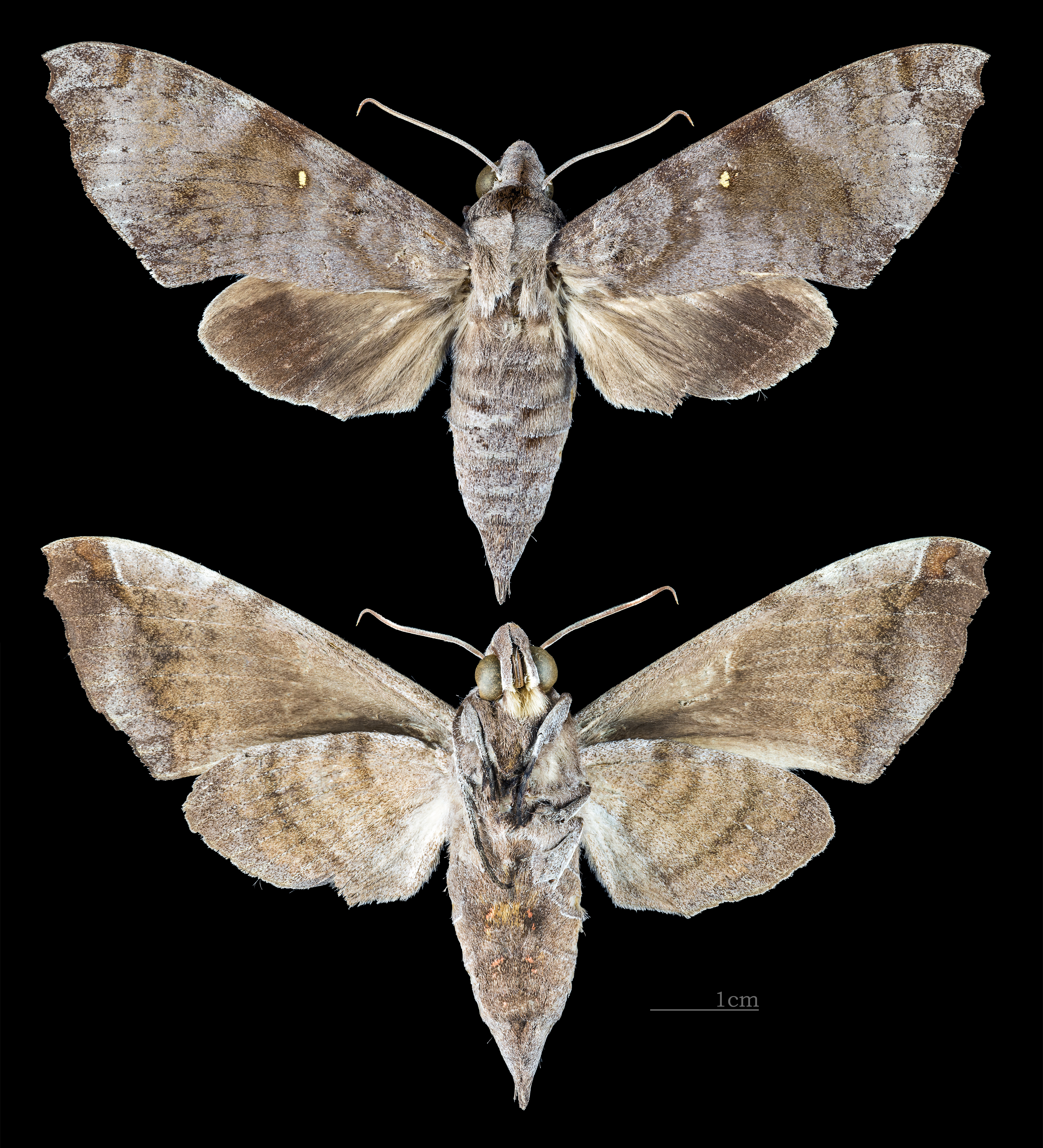
Acosmeryx miskini
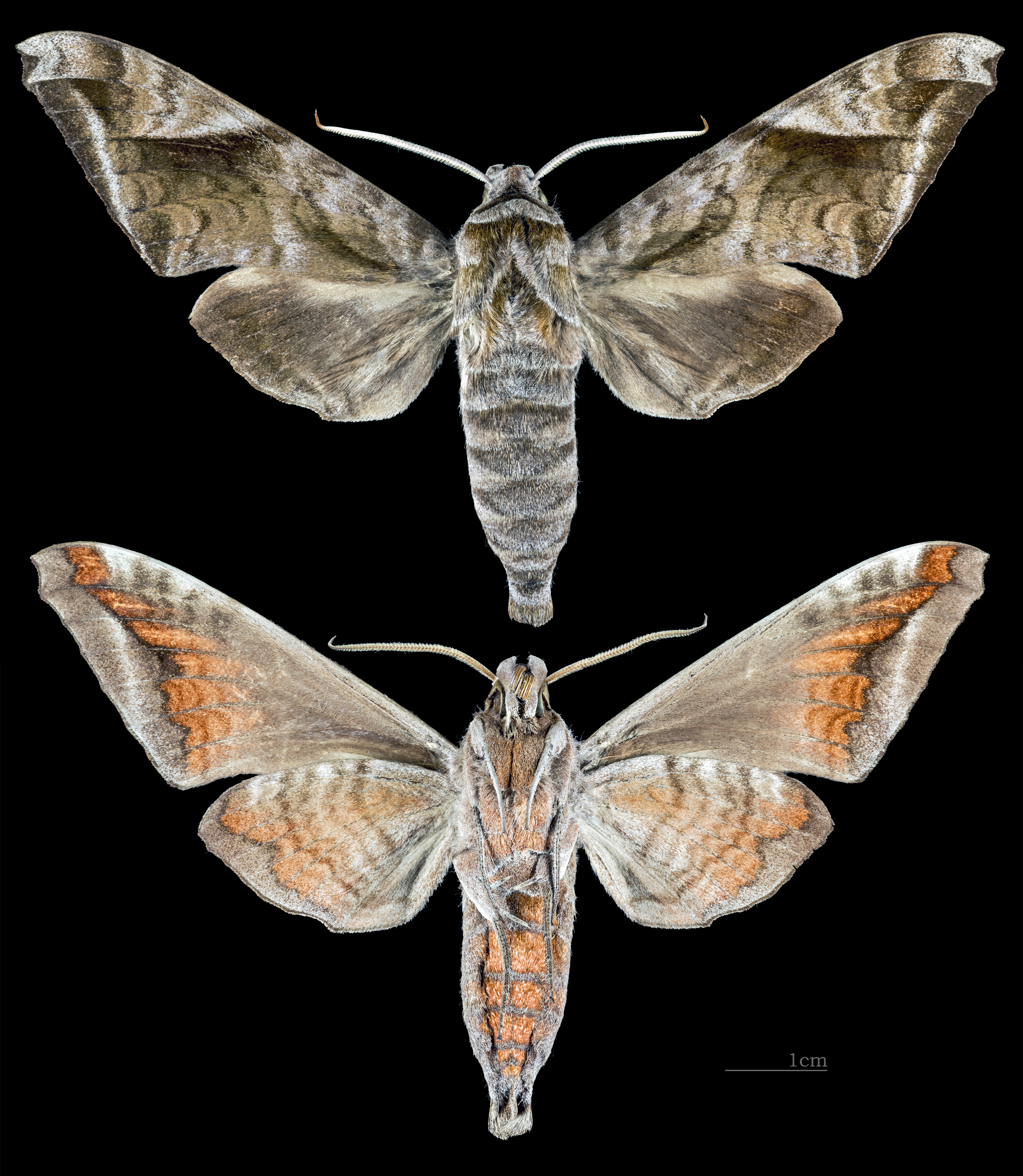
Acosmeryx naga
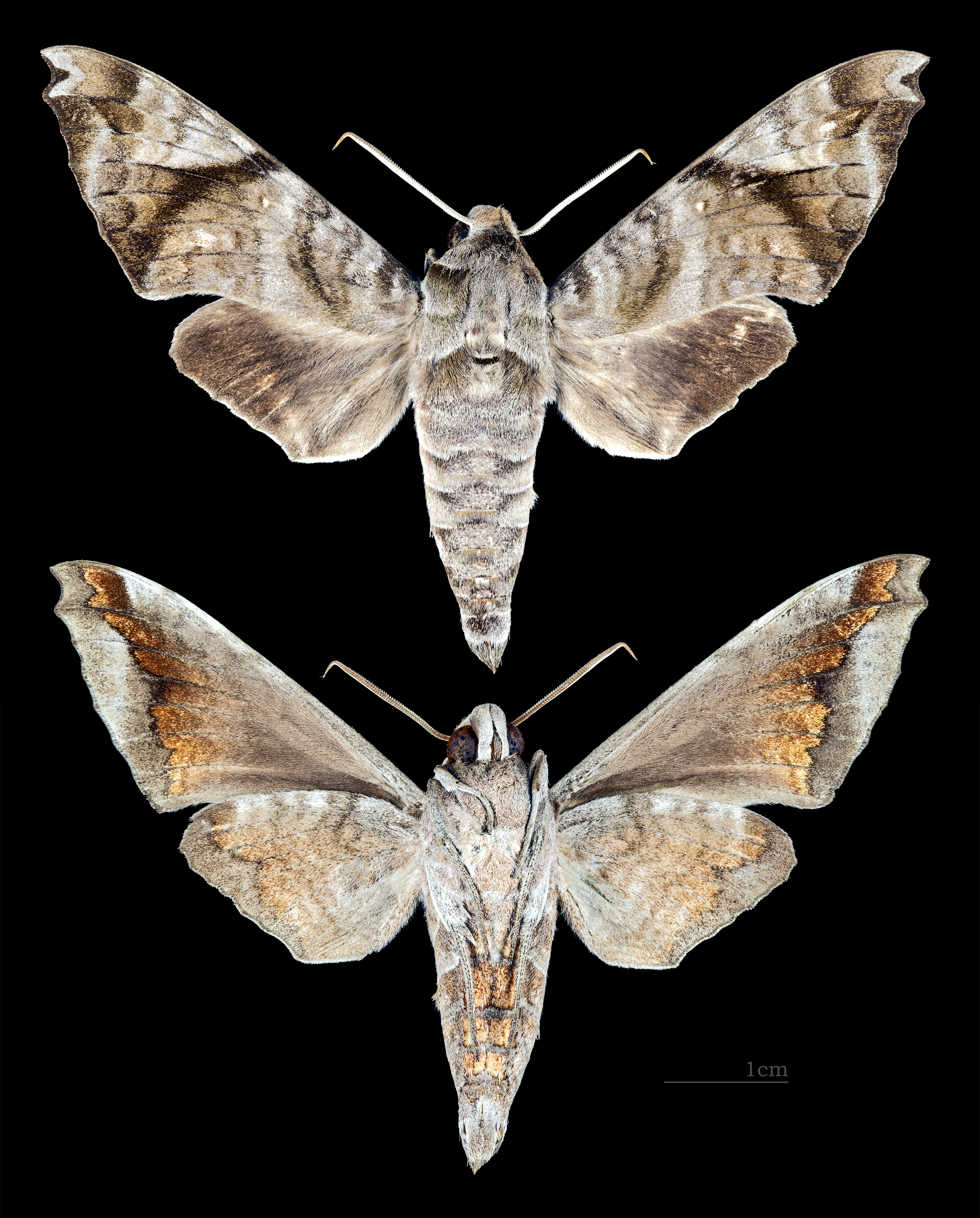
Acosmeryx pseudomissa
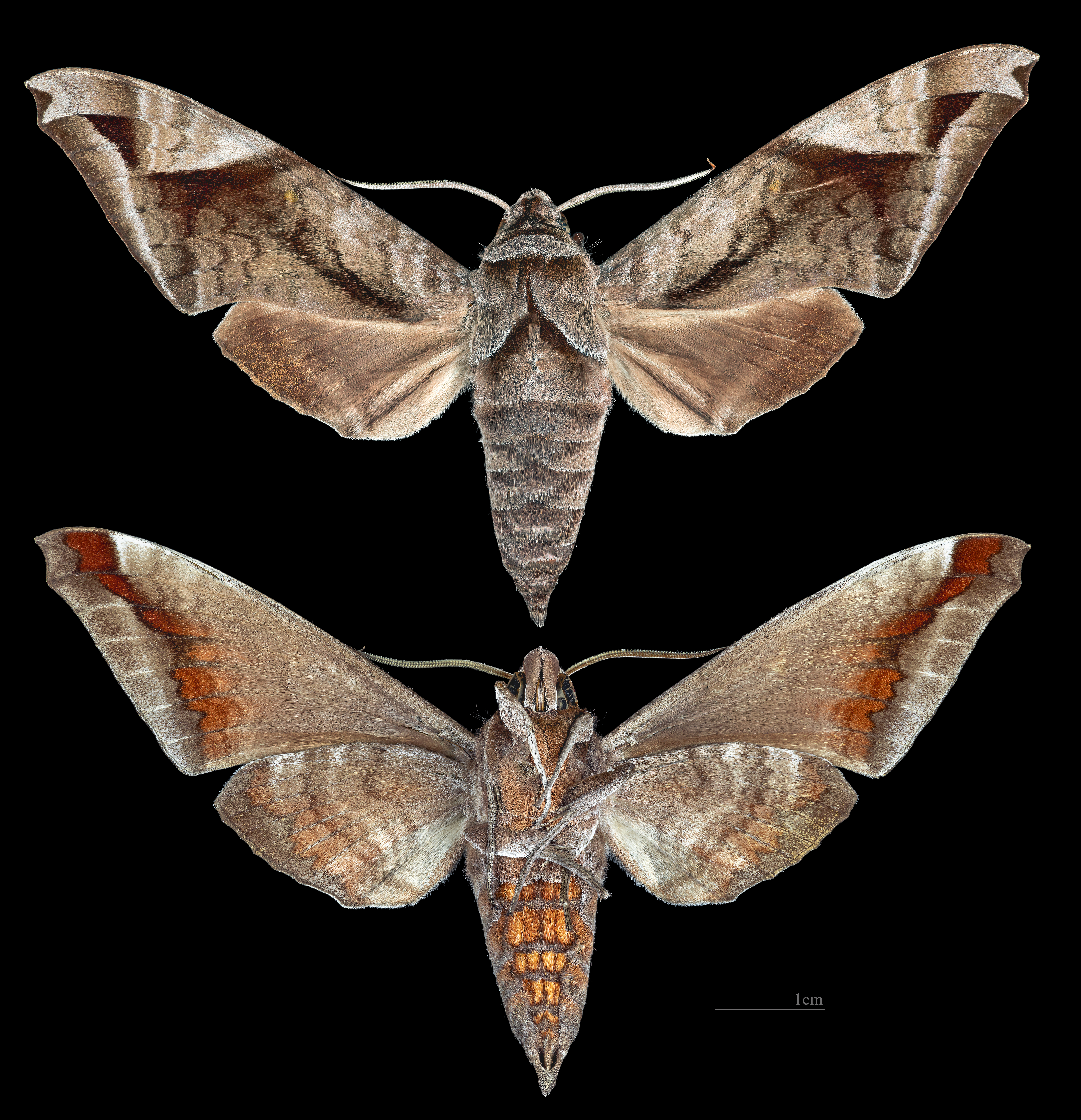
Acosmeryx sericeus
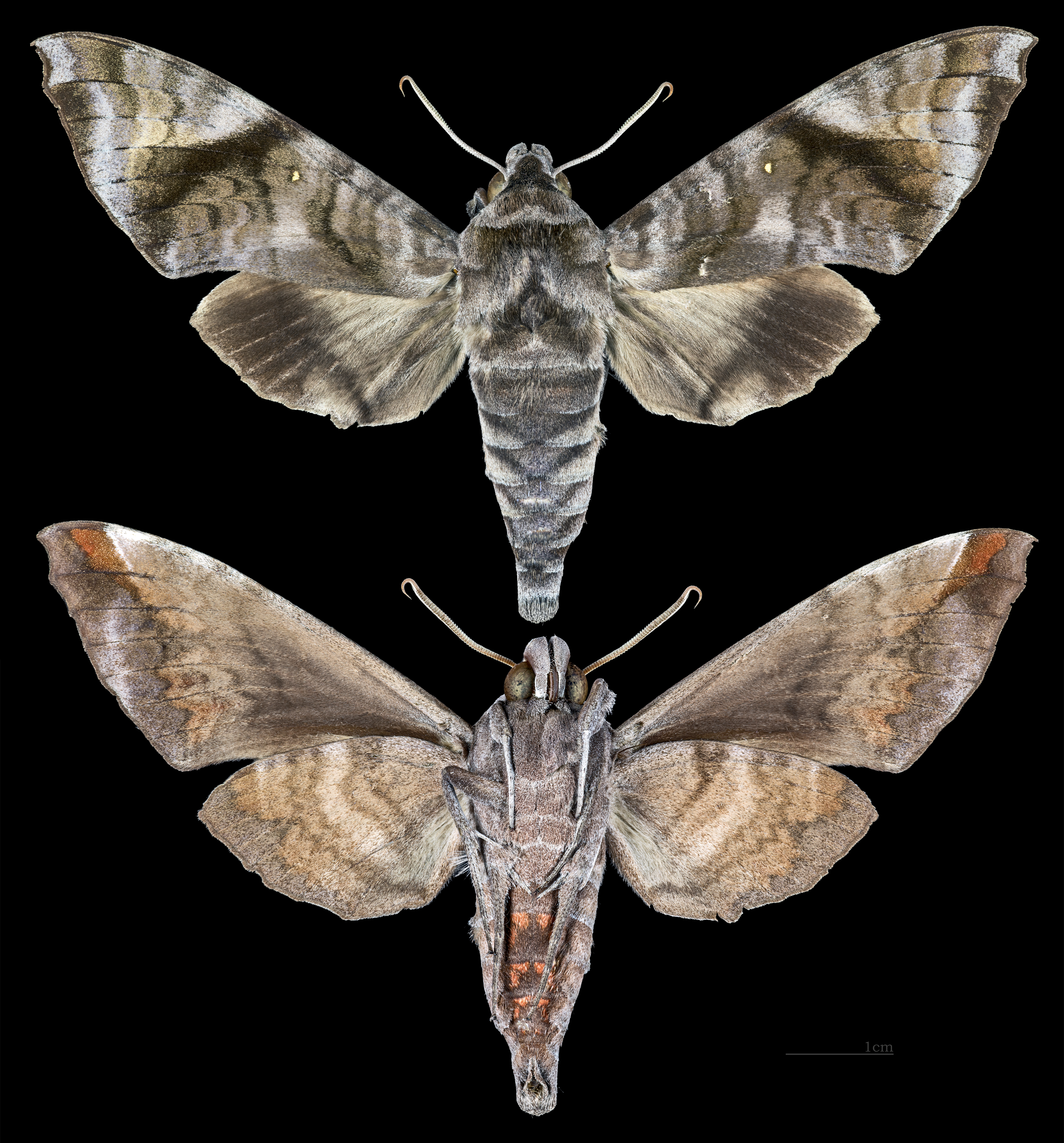
Acosmeryx shervillii
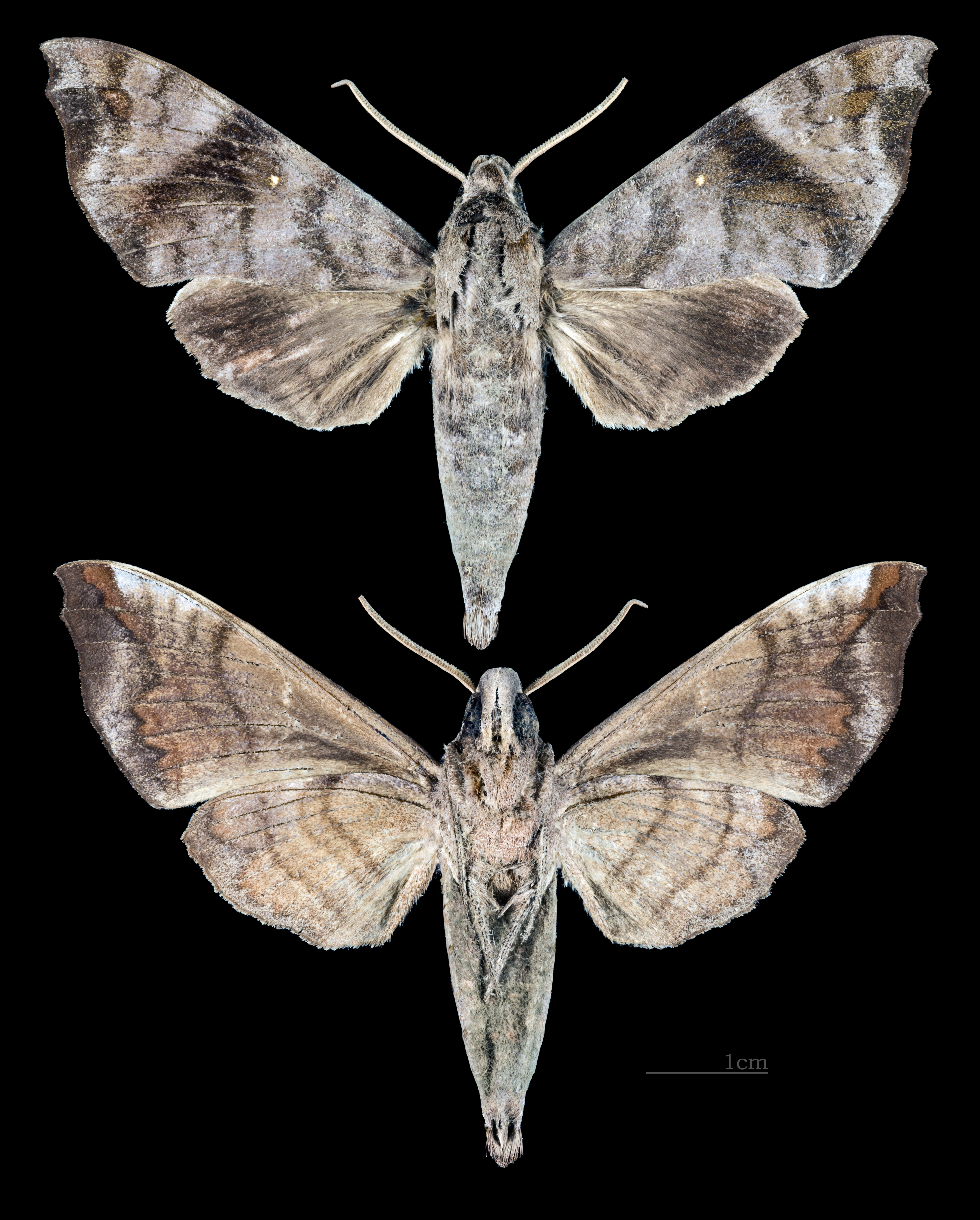
Acosmeryx socrates